# Geckomima brevicornis
Geckomima brevicornis är en insektsart som först beskrevs av Walker, F. 1870.  Geckomima brevicornis ingår i släktet Geckomima och familjen Morabidae. Inga underarter finns listade i Catalogue of Life.